# Вертячка дневная
Вертячка дневная (лат. Gyrinus marinus) — вид небольших водных жуков-вертячек. Длина взрослой особи 6—8 мм, они имеют форму овала, расширяющегося сзади. Окраска чёрная. Имаго и личинки населяют в основном прохладные стоячие водоёмы, но иногда селятся и в заводях рек. Имаго ведут дневной образ жизни. Держатся небольшими стаями. Обитают в средней полосе Евразии.

## Распространение
Обитают во многих европейских странах, в России, Украине.